# 吉木乃县
吉木乃县（哈薩克语：جەمەنەي اۋدانى / Jemeney awdanı ）是中国新疆维吾尔自治区阿勒泰地区下辖的一个县，位于新疆北部边陲，准噶尔盆地北缘，萨吾尔山北麓，额尔齐斯河南岸，西与哈萨克斯坦共和国接壤，边境线长141公里，东与福海县毗邻，南与塔城地区的和布克赛尔蒙古自治县相连，北接哈巴河、布尔津两县。“吉木乃”系氏族名，为乌古斯汗国九姓氏族之一，常住人口約3.5万人。县人民政府駐托普铁热克镇幸福路。

## 历史沿革
秦汉时，呼揭、匈奴相继驻牧于此。魏晋南北朝时为柔然、薛延陀等民族牧地。唐王朝先后设大漠都护府、阴山都护府、金山都护府管辖其地。宋辽时期，克烈、乃蛮等部在此游牧。西辽在此设西部招讨司。1204年，蒙古帝國征服乃蛮，本地为窝阔台封地，设尚书省、行省。明代屬瓦刺（斡亦剌惕）遊牧地，即史称四卫拉特。康熙三十五年（1696年），清朝與準噶爾汗國在此交戰。雍正十二年（1735年），清廷准定邊左副將軍策凌奏议，同意喀尔喀与准噶尔部牧地以阿尔泰岭（阿爾泰山）、哈巴（哈巴河）、博尔济（县名异译）为界。
清乾隆二十年（1755年），清朝平定准噶尔。乾隆二十七年（公元1762年），清设“总统伊犁等处将军”，统辖天山南北路，本地属将军治下塔尔巴哈台参赞大臣管理。同治六年（公元1867年），清设布伦托海办事大臣兼领塔城、阿尔泰事务，同治八年（1869年），撤布伦托海办事大臣，阿尔泰仍归科布多参赞大臣管理。光緒三十二年（1906年），科布多、阿尔泰分治，吉木乃始属阿尔泰办事大臣治下，直属清理藩院。
- 1912年中華民國成立，阿尔泰作为特别区，直属中央政府，任原阿尔泰办事大臣帕勒塔亲王为阿尔泰办事长官。
- 1916年设吉木乃县佐。
- 1919年4月，改阿尔泰区为阿山道，归入新疆省统辖。
- 民国十九年（1930年）十月，吉木乃县佐升格为县，属阿山道管辖。
- 1954年，改称阿勒泰专区，吉木乃县一直隶属阿勒泰地区。
- 1962年4月，原县城划归农十师一八六团管辖，县城迁至托普铁热克镇。

## 行政区划
吉木乃县下辖4个镇、3个乡：
托普铁热克镇、吉木乃镇、喀尔交镇、乌拉斯特镇、托斯特乡、恰勒什海乡和别斯铁热克乡。

## 人口民族
2020年末，根據全國第七次人口普查統計數據顯示：全县常住人口为34336人。
吉木乃县全县总人口为37733人，其中男性19090人，女性18643人；汉族13209人，全县共有少数民族15个24524人；非农业人口18530人，农业人口19203人；城镇人口总数10121人（2005年）。
哈萨克族为该县世居民族，占总人口60％以上。

## 地理
地图上，吉木乃县犹如一个等腰直角梯形。境内东西长约120公里，南北宽约110公里，行政区域面积8222平方公里。
吉木乃县处于哈萨克斯坦——准噶尔板块，西准噶尔古生代弧盆系，塔尔巴哈台——萨吾尔岛弧带。地质构造发育，岩浆侵入及火山活动频繁，矿产比较丰富，各种矿产已达28大类107种，已开发利用的矿产有：煤、金、天然碱、盐、大理岩、粘土、硭硝、石膏等。 吉木乃县山川景色幽美、雄奇，草原文化古迹众多，夏季气候宜人。
吉木乃县境属大陆性北温带寒冷气候。县城无霜期151天，北沙窝无霜期126天。最高极端气温37.2℃，最低极端气温-38.8℃。县境气候干燥，降水量为202.2毫米。

## 旅游
- 木斯岛冰山：位於與塔城地區交界的薩吾爾山，木斯島系該山西部最高峰，主峰海拔3835米（1983年），發育有現代冰川，坡降較小且平緩，終年積雪不化。

## 遺址
- 通天洞遺址：位於托斯特鄉闊依塔斯村東北，是新疆境內發現的首個舊石器時代洞穴遺址。2019年10月7日被列入第八批全國重點文物保護單位。

## 驻县团场
农十师一八六团